# اچ‌ام‌اس ایمجین (دی۴۴)
اچ‌ام‌اس ایمجین (دی۴۴) (به انگلیسی: HMS Imogen (D44)) یک کشتی بود که طول آن ۳۲۳ فوت (۹۸٫۵ متر) بود. این کشتی در سال ۱۹۳۶ ساخته شد.